# Gringo i jego rodzinka
Gringo i jego rodzinka (hiszp. Cómplices, stylizowane na Cómplice$) – chilijska telenowela z 2006 roku wyprodukowana przez TVN w reżyserii Vicente Sabatini.

## Wersja polska
W Polsce telenowela była emitowana przez telewizję Zone Romantica. Pierwszy odcinek wyemitowano 28 lipca 2008 roku.  

## Obsada
| Aktor               | Postać                      |
| ------------------- | --------------------------- |
| Claudia Di Girolamo | Soledad Méndez Soto         |
| Francisco Reyes     | Harvey Slater               |
| Francisca Lewin     | Andrea Riquelme Méndez      |
| Marcelo Alonso      | Gerardo Martínez            |
| Mauricio Pesutic    | Gonzalo Mardones            |
| Catalina Guerra     | Marcia Otero                |
| Álvaro Morales      | Mario Zamora                |
| Paz Bascuñán        | Francisca Durán             |
| Delfina Guzmán      | Brunilda Sanhueza           |
| Ricardo Fernández   | Javier Núñez                |
| Nestor Cantillana   | Sebastián Opazo Fuenzalida  |
| Amparo Noguera      | Rita Cifuentes              |
| Blanca Lewin        | Emilia Pedraza              |
| Patricia López      | Alejandra Loyola            |
| Álvaro Espinoza     | Matías Fuenzalida           |
| Daniela Lhorente    | Pilar Montenegro            |
| Adela Secall        | Macarena Quintana Aranda    |
| María José Necochea | Catalina Mardones Cifuentes |
| Elsa Poblete        | Lía Pizarro                 |
| José Soza           | Alberto Morán               |
| Rodrigo Pérez       | Manuel Torres               |
| Óscar Hernández     | Benito Quintana             |
| Roxana Campos       | Juana Aranda                |
| Diego Casanueva     | Marco Mardones Cifuentes    |
| Emilia Noguera      | Amanda Oreiro               |
| Romina Mena         | Rocío Medina                |
| Blanca Van der Goes | Anastasia Zamora Loyola     |

## Nagrody
Copihue de Oro (2006)
- wygrana – najlepsza telenowela[3]
- wygrana – najlepszy aktor (Francisco Reyes)[3]
- wygrana – najlepsza aktorka (Claudia Di Girolamo)[3]

Premio TV Grama (2006)
- wygrana – najlepsza aktorka (Claudia Di Girolamo)[3]

Premio Effie de Oro (2006)
- wygrana – najlepsza kampania reklamowa[3]